# Allgood
Allgood és una població dels Estats Units a l'estat d'Alabama. Segons el cens del 2007 tenia 712 habitants.

## Demografia
Segons el cens del 2000, Allgood tenia 629 habitants, 189 habitatges, i 140 famílies. La densitat de població era de 233,5 habitants/km².
Dels 189 habitatges en un 40,7% hi vivien nens de menys de 18 anys, en un 62,4% hi vivien parelles casades, en un 8,5% dones solteres, i en un 25,9% no eren unitats familiars. En el 18,5% dels habitatges hi vivien persones soles el 7,4% de les quals corresponia a persones de 65 anys o més que vivien soles. El nombre mitjà de persones vivint en cada habitatge era de 3,33 i el nombre mitjà de persones que vivien en cada família era de 3,8.
Per edats la població es repartia de la següent manera: un 30,7% tenia menys de 18 anys, un 14,8% entre 18 i 24, un 34,3% entre 25 i 44, un 15,4% de 45 a 60 i un 4,8% 65 anys o més.
L'edat mediana era de 28 anys. Per cada 100 dones hi havia 109 homes. Per cada 100 dones de 18 o més anys hi havia 116,9 homes.
La renda mediana per habitatge era de 29.583 $ i la renda mediana per família de 30.750 $. Els homes tenien una renda mediana de 31.058 $ mentre que les dones 25.486 $. La renda per capita de la població era d'11.729 $. Aproximadament el 23,4% de les famílies i el 27,3% de la població estaven per davall del llindar de pobresa.

## Poblacions properes
El següent diagrama mostra les poblacions al voltant d'Allgood